# 教育格差
教育格差（きょういくかくさ）とは、生まれ育った環境により受けることのできる教育に格差が生まれること。

## 教育格差の要因

### 経済格差
アメリカの研究によれば、親の所得階級による子どもの数学の学力差は、6歳の時点ですでに現れ、その学力差はその後も拡大を続けるとされている。ただし、就学前に教育を受けていた場合、学校教育による援助は大きな効果があるとされている。
勝間和代は「東大生の親の収入は平均約1000万円であり、東大合格者は東京にある6年一貫私立校の生徒が多くを占めている。教育格差は再生産されている」と指摘している（2010年時点）。
嶺井正也らは、著書で「県民所得の高い都道府県ほど大学入試センター試験の成績も高く、逆に、県民所得の低い都道府県ほど低い」という傾向があることを述べている。また、日本の就学援助率と学力テストの間には負の相関関係が見られることも示している。日本の学校選択制では、人気校を選ぶ家庭は所得階層が高いのに対して、不人気校に残る家庭は所得階層がそれほど高くないという傾向も示している。
こうしたことは、日本の教育機会が親の階層や教育水準によって左右され、教育格差がさらなる教育格差を生むという負のスパイラルへとつながる危険性を示している。
一部の日本の私立大学では、付属幼稚園や付属小学校から大学までの一貫教育を行っており、附属学校に入学すればほぼ全員が大学まで進学できるが、付属幼稚園や付属小学校の学費が非常に高額であり、教育機会格差の象徴と言える。
なお、青山学院大学の付属幼稚園から大学まで19年間の学費は総額1,972万円（ただし学部によって多少の変動がある）、学習院大学の付属幼稚園から大学まで18年間の学費は総額1,601万円、慶應義塾大学の付属小学校から大学まで16年間の学費は1,750万円である。
また、地域により世帯の平均所得が異なることから、地域単位で格差が広がる傾向もある。特に地方より都市部において教育投資が増える傾向で、高等教育の場も多くが都市部（特に首都圏）に立地しており、さらにその都市部の中でも教育格差が存在する。右図に関東の大卒率を掲載するが、都心に近いほど大学卒業者の割合が高くなっている。ただし、足立区や川崎区などの例外も存在する。
更には「全国学力・学習状況調査」（俗にいう「学力テスト」）の実施による「高得点の都道府県」と「下位の都道府県」による地域差も出ているだけでなく、国や各自治体の首長（知事や市町村長）・教育委員会がそれを扇動、序列付けし、マスメディアを通して「事実上都道府県の優劣をつける」というケースに発展している。
毎日新聞が2024年4月3日に伝えたところによると、2008年度から2023年度までの15年間で、旧7帝大への合格者のうち、東京圏（東京都・埼玉県・神奈川県・千葉県）の高校の出身者が1.58倍に急増していたことが明らかとなった。東京圏での受験熱の高まりと、東京圏とそれ以外のエリアとでの受験機会の格差の拡大が背景にあるとされる。

### 人種差別
南アフリカでは、かつてアパルトヘイトと呼ばれる人種隔離政策がとられ、白人は国際水準の教育が受けられる学校への入学資格があったのに対し、黒人にはその機会がなかった。アパルトヘイトの撤廃後、2008年にUASAが行った調査では、白人の平均収入は黒人の4.5倍となっており、経済格差の最大の決定要因は教育格差と考えられている。また、教育格差は簡単に解消されるものではないとの指摘もある。

## 教育の選択と教育格差

### 就学前の教育
経済学者のジェームズ・ヘックマンは、就学後の教育の効率性を決めるのは就学前の教育であり、特に出産直後の教育環境が重要であると実証的に明らかにしている。

### 学校間格差
日本においては、この格差には大きく分けて2つあり、1つは総合選抜入試やゆとり教育によって没落した公立校とハイレベルであるが学費も高い私立校の格差、もう1つはハイレベルな塾や予備校へ通うことができる都会とそれができない地方との格差である。これら二つの格差の共通項は、「どの親の元、どの地域に生まれたか」によって大きな格差が生まれるという点である。日本においては、いずれの格差も最終学歴に大きな影響を及ぼし、最終学歴がその人の人生を左右する割合が大きいため、教育格差は世代を超えた格差の固定化につながる危険性が大きいとされている。

### 学校外教育
アジア開発銀行の2012年の報告書ではアジアでは塾や家庭教師といった学校外教育のために莫大な費用をかける傾向が強まっている。
学校外教育は影の教育（shadow education）とも呼ばれているが、アジア開発銀行の2012年の報告書では学校外教育の過熱化は裕福な家庭とそうでない家庭の間の教育格差を広げ社会的対立の原因となるおそれがあると指摘している。

## 学力格差
学力格差（がくりょくかくさ）とは、同年代における学力（成績評価、進学状況等）の格差のこと。また、格差がある状態そのものを指す場合もある。
東京大学基礎学力研究開発センターが2006年に行った調査「第5回 基礎学力シンポジウム（2006年度）」では、
- 家庭の教育力の低下
- 保護者の利己的な要求の深刻化

によって学力格差は広がるという分析が出ている。
他には、リスク社会移行に伴う二極化の際に、社会上層は学力の効用（例えば、良い大学に行けば良い会社に行ける）を信じて勉強する一方で、社会下層は学力の効用を信じずに「勉強をしても良い企業に入れるとは限らない。だから勉強をする必要はない」と考え、ときに反発して勉強を放棄するため、社会下層において学力低下がより進行し、学力格差が広がるとする意見もある。